# Ebenezer Joshua
Ebenezer Theodore Joshua (23 mai 1908 - 14 mars 1991) est un homme politique vincentais et le premier ministre en chef de Saint-Vincent de 1956 à 1967. 

## Biographie
Ebenezer Theodore Joshua est né à Kingstown le 23 mai 1908. Après des études primaires et secondaires dans sa ville natale, il devient enseignant. Comme beaucoup de Vincentais, il quitte son pays pour chercher du travail à Trinité-et-Tobago en 1941, puis en Guyane britannique en 1943. Il revient à Trinité-et-Tobago en 1945 et trouve un emploi d'enseignant et commence à s'investir dans le syndicalisme et la vie politique, en particulier avec Tubal Uriah Butler (en).
En 1950, Ebenezer Joshua revient à Saint-Vincent-et-les Grenadines à cause de l'Ordonnance sur les syndicats qui légalise les syndicats dans les colonies. Il fonde alors le Federated Industrial and Agricultural Workers Union (FIAWU). En 1951, à l'occasion des premières élections législatives au suffrage universel de l'île, il est élu sous l'étiquette de l'Eighth Army of Liberation (en). L'année suivant, il fonde le Parti politique du peuple (PPP) avec lequel il remporte trois élus sur huit lors des élections de 1954. 
En 1956, à la suite de la mise en place d'une autonomie partielle de Saint-Vincent, il devient le premier Ministre en Chef de Saint-Vincent et les Grenadines. Lors des élections de 1957, le PPP remporte cinq élus sur huit et Ebenezer Joshua est reconduit comme Ministre en Chef. En parallèle à son rôle gouvernemental, Ebenezer Joshua reste aussi à la tête du FIAWU, ce qui suscite des tensions à l'intérieur du syndicat. Une première scission à lieu en juin 1959, quand Leroy Commissiong fonde le National Workers Union (en), puis en 1961, Duff Walker Jones fonde le Commercial, Technical and Allied Workers Union (en). 
Durant son mandat, il met en place un système social (congés payés, augmentations de salaire, protection des paysans face aux propriétaires terriens, liberté religieuse, protection contre le travail des enfants). Le PPP gagne les élections de 1961. Il soutient le projet de la Fédération des Indes occidentales. En 1964, il soutient la demande des travailleurs de la St. Vincent Sugar Mill, la dernière usine à sucre de l'île, d'une augmentation de salaire, alors que cette entreprise est en déficit depuis plusieurs années. Les propriétaires de l'usine décident alors de la fermer mettant fin à l'industrie du sucre à Saint-Vincent.
Cet échec et les accusations d'autoritarisme contre Joshua font qu'il obtient moins de voix que le Parti travailliste de Saint-Vincent (SVLP) mené par Milton Cato, lors des élections de 1966. Cependant, le découpage des circonscriptions lui permet d'obtenir cinq élus contre quatre pour son adversaire. Il est donc reconduit comme Ministre en chef. Mais lors des élections de 1967, le SVLP conforte sa victoire en voix de l'année précédente et fait élire six députés sur neuf. Joshua laisse alors les rênes du gouvernement à Milton Cato. 
Ebnezer Joshua reste cependant élu au parlement, mais son influence comme celle de son parti ne cesse de décliner jusqu'à ce qu'il perde son siège, comme tous les autres élus du PPP lors des élections de 1979.
En 1980, il devient membre de l'Église de Jésus-Christ des saints des derniers jours et préside même leur congrégation à Kingstown. Il meurt dans cette ville le 14 mars 1991. Son nom est donné au E. T. Joshua Airport (en) qui fut jusqu'en 2017 le principal aéroport du pays.